# LOVE BALLADE (松田聖子のアルバム)
『LOVE BALLADE』（ラヴ・バラード）は、松田聖子のバラード・ベスト・アルバム。1986年11月21日発売。発売元はCBS・ソニー。

## 解説
『SUPREME』に続き産休中に発表された、バラード・ベスト・アルバム。
リリース当時のレア音源としては、映画『ペンギンズ・メモリー 幸福物語』のサウンドトラック盤に収録された「SWEET MEMORIES」のシネマ・バージョン。CDの裏ジャケットには出産前の写真が使用された。
同年発売され、アルバム楽曲ながら大ヒットとなった『SUPREME』（1986年6月1日発売）から代表曲2曲（「時間旅行」「瑠璃色の地球」）が収録された。
2006年7月19日に発売された、74枚組CD-BOX『Seiko Matsuda』に、デジタル・リマスタリング仕様、かつLPサイズジャケットにリニューアルされて同梱された。リマスター盤の個別販売はない。

## 収録曲
1. 瑠璃色の地球　（4:24）
  - 作詞：松本隆／作曲：平井夏美／編曲：武部聡志

アルバム『SUPREME』（1986年6月1日）収録
第37回・第52回の『NHK紅白歌合戦』歌唱曲。
人類愛を歌ったナンバー。
2. CRAZY ME, CRAZY FOR YOU　（4:12）
  - 作詞・作曲：Andy Goldmark・Phil Galdston／編曲：David Matthews

初めての全英語詞アルバム『SOUND OF MY HEART』（1985.8.15）収録
3. 赤い靴のバレリーナ　（4:18）
  - 作詞：松本隆／作曲：甲斐祥弘／編曲：瀬尾一三

アルバム『ユートピア』（1983年6月1日）収録
4. Sleeping Beauty　（5:44）
  - 作詞：松本隆／作曲・編曲：大村雅朗

アルバム『Tinker Bell』（1984年6月10日）収録
5. ブルージュの鐘　（4:33）
  - 作詞：松本隆／作曲：細野晴臣／編曲：大村雅朗

アルバム『Candy』（1982年11月10日）収録
6. SWEET MEMORIES （Cinema Version）　（3:15）
  - 作詞：松本隆／作曲・編曲：大村雅朗

アルバム『オリジナル・サウンドトラック ペンギンズ・メモリー 幸福物語』（1985年6月21日）収録
7. 時間旅行　（4:25）
  - 作詞：松本隆／作曲：SEIKO／編曲：井上鑑

アルバム『SUPREME』収録
8. ガラスの林檎　（3:57）
  - 作詞：松本隆／作曲：細野晴臣／編曲：細野晴臣・大村雅朗

『第34回NHK紅白歌合戦』歌唱曲。三日月に座って歌う演出がなされた。当時のアイドルでは珍しく、ほぼフルコーラスで披露した。
9. December Morning　（4:33）
  - 作詞：松本隆／作曲：財津和夫／編曲：鈴木茂

アルバム『風立ちぬ』（1981年10月21日）、『Winter Tales』（1996年11月1日）収録
10. 真冬の恋人たち　（4:40）
  - 作詞：松本隆／作曲・編曲：大村雅朗

アルバム『Candy』収録
11. 星のファンタジー　（3:55）
  - 作詞：松本隆／作曲・編曲：大村雅朗

企画盤『金色のリボン』（1982年12月5日）収録。歌詞違いの「雪のファンタジー」も存在する（1987年11月21日、『Snow Garden』収録）。
12. TRY GETTIN' OVER YOU　（4:07）
  - 作詞・作曲：Michael Bolton・Boug James／編曲：David Matthews

アルバム『SOUND OF MY HEART』収録